# Janko Pleterski
Janko Pleterski, slovenski zgodovinar, univerzitetni profesor, akademik in politik, * 1. februar 1923, Maribor, † 2. junij 2018, Ljubljana.

## Življenjepis
Rojen je bil v Mariboru, po očetu slovenskega, po materi češkega rodu, je realno gimnazijo obiskoval v Ljubljani, kjer je leta 1941 maturiral. Po začetku italijanske okupacije Ljubljanske pokrajine je bil avgusta 1941 zaradi sodelovanja z Osvobodilno fronto aretiran in zaprt v Alessandrii v Italiji. Po italijanski kapitulaciji septembra 1943 se je vrnil v Ljubljano in se v juliju 1944 pridružil partizanom. Po koncu vojne je delal na jugoslovanskem zunanjem ministrstvu v Beogradu kot strokovnjak za mejna vprašanja z Italijo in Avstrijo. V letih 1951–1953 je bil novinar na Radiu Ljubljana, leta 1953 pa je postal raziskovalec na Inštitutu za narodnostna vprašanja v Ljubljani. Leta 1957 je diplomiral iz zgodovine in leta 1963 doktoriral iz sodobne zgodovine na Filozofski fakulteti Univerze v Ljubljani. Med letoma 1970 in 1982 je predaval sodobno zgodovino Slovencev in Jugoslovanov na isti fakulteti (od 1971 kot izredni in od 1974 kot redni profesor) in bil v letih 1979–81 njen dekan.
Po letu 1968 se je začel udeleževati posvetov o problemih narodov Habsburške monarhije na Dunaju. Leta 1972 je napisal pregled zgodovine Slovencev za standardno zgodovino Habsburške monarhije 1848–1918 (Die Habsburgermonarchie, 1848-1918). Odkril in objavil je avstrijsko vladno poročilo o preganjanju Slovencev v letih 1914–1917 in napisal še vedno standardno delo o slovenski politiki v času prve svetovne vojne, Prva odločitev Slovencev za Jugoslavijo (1971). Aktivno se je udeleževal dela dvostranskih komisij zgodovinarjev (italijansko-, avstrijsko- in češkoslovaško-jugoslovanske) ter se udeležil treh svetovnih kongresov historičnih ved (1965, 1970 in 1980).
Največ je pisal o politični zgodovini poznega 19. in zgodnjega 20. stoletja, s poudarkom na zgodovini Koroških Slovencev in o odnosih med Slovenci in drugimi jugoslovanskimi narodi. 
Aktiven je bil tudi v politiki: v letih 1986-88/9 je bil član predsedstva Centralnega komiteja Zveza komunistov Slovenije, med letoma 1988 in 1990 pa je bil član Predsedstva SRS kot del reformističnega kroga ZKS okoli Milana Kučana in Janeza Stanovnika.
Je oče zgodovinarja, arheologa in etnologa  Andreja Pleterskega. Zadnja leta je preživljal v domu starejših občanov Fužine v Ljubljani. V visoki starosti je fizično povsem opešal, zato je izrazil željo, da bi umrl. Po neuspešnem poskusu samomora je poslal pismo Državnemu zboru, s katerim je želel spodbuditi razpravo o evtanaziji in samomoru s pomočjo, ki v Sloveniji nista legalna.

## Priznanja
Za svoje delo je bil večkrat nagrajen in odlikovan. Prejel je dve nagradi Sklada Borisa Kidriča (1965 in 1970), priznanje Andreja Schusterja Drabosnjaka (1968), nagrado Dimitrija Tucovića (1985), Kidričevo nagrado (1987) in priznanje Inštituta za narodnostna vprašanja v Ljubljani (1995), jugoslovanski red zaslug za narod III. stopnje (1945), red dela z rdečo zastavo (1983) in leta 1993 še zlati častni znak svobode Republike Slovenije z naslednjo utemeljitvijo: »za izjemne zasluge pri razvoju slovenskega zgodovinopisja in nacionalne ideje, pomembne za državotvornost slovenskega naroda ter za suverenost in svobodo Republike Slovenije«.
Leta 1989 je postal dopisni (izredni), 1993 pa redni član Slovenske akademije znanosti in umetnosti (SAZU), na kateri je pripravil štiri tematske posvete (1991, 1994, 2002 in 2006).
Alpsko-jadranska univerza v Celovcu mu je leta 2005 podelila častni doktorat znanosti.

## Dela
- Manjšinska zakonodaja na Koroškem po drugi svetovni vojni, Ljubljana, 1960.
- Narodna in politična zavest na Koroškem 1848–1914: Narodna zavest in politična orientacija prebivalstva slovenske Koroške v letih 1848–1914, Ljubljana, SM, 1965. e-knjiga na sistory.si
- Prva odločitev Slovencev za Jugoslavijo: Politika na domačih tleh med vojno 1914-1918, Ljubljana, 1971. e-knjiga na sistory.si
- Politična in socialna zgodovina Jugoslavije (soavtor Branko Božič), Politična šola pri CK ZKS, Ljubljana 1975
- Študije o slovenski zgodovini in narodnem vprašanju, Maribor, 1981. e-knjiga na sistory.si
- Der ungleiche Grenzstreit: 1918-1920: zwei Essays / von Janko Pleterski und Drago Druškovič, 1983
- Narodi, Jugoslavija, revolucija, Beograd, 1985; 1986 (v slovenščini). e-knjiga na sistory.si
- Senca Ajdovskega gradca, Ljubljana, 1993. e-knjiga na sistory.si
- Slowenisch oder deutsch? Nationalne Differenzierungsprozesse in Kärnten (1848–1914), Klagenfurt/Celovec, 1996
- Dr. Ivan Šušteršič: Pot prvaka slovenskega političnega katolicizma, Ljubljana, 1998. e-knjiga na sistory.si
- Avstrija in njeni Slovenci 1943-1976 (soavtor), Ljubljana, 2000. e-knjiga na sistory.si
- Koroški plebiscit 1920: poskus enciklopedične razlage gesla o koroškem plebiscitu, 2003.
- Souverenität und ethnische Politik, Celovec, Ljubljana. 2004.
- Pravica in moč za samoodločbo: Med Metternichom in Badinterjem, Ljubljana, 2008. ISBN 978-961-241-261-6. e-knjiga na sistory.si
- Škof Rožman v zgodovini (soavtor), 2008
- Preklicati revolucijo v slovenski zgodovini? (pismo iz mojega mlina starejših občanov, 24. julija 2011), Ljubljana, 2012 (ponatis 2022) e-knjiga na sistory.si
- Knjiga pisem: razmišljanje o slovenski državnosti, 2017